# Levasseur PL.5
Levasseur PL.5 là một loại máy bay tiêm kích hoạt động trên tàu sân bay, do Pháp sản xuất vào cuối thập niên 1920.

## Biến thể
- PL.5
- PL.9

## Quốc gia sử dụng
France
- Aéronavale

## Tính năng kỹ chiến thuật
Đặc điểm tổng quát
- Kíp lái: 3
- Chiều dài: 8.80 m (28 ft 10 in)
- Sải cánh: 12.40 m (40 ft 8 in)
- Chiều cao: 3.10 m (10 ft 2 in)
- Diện tích cánh: 37.0 m2 (398 ft2)
- Trọng lượng rỗng: 1.150 kg (2.540 lb)
- Trọng lượng có tải: 1.800 kg (3.970 lb)
- Powerplant: 1 × Lorraine-Dietrich 12Eb, 335 kW (450 hp)

Hiệu suất bay
- Vận tốc cực đại: 225 km/h (141 mph)
- Tầm bay: 800 km (500 dặm)